# Bulbophyllum lophoton
Bulbophyllum lophoton är en orkidéart som beskrevs av Jaap J. Vermeulen. Bulbophyllum lophoton ingår i släktet Bulbophyllum och familjen orkidéer. Inga underarter finns listade i Catalogue of Life.